# 麻木不仁
麻木不仁（英語：Zombie）是小红莓乐队于1994年发行的专辑《无需再争论》中的一首单曲，这首歌也是首著名的抗议歌曲。由乐队主唱桃樂絲·歐里歐丹所写的歌词表达了对于北爱尔兰问题及对爱尔兰共和军在1993年沃靈頓爆炸案中造成两名孩子身亡之事的哀叹。此曲不同于其他小红莓乐队的歌曲，在此曲中乐队使用了即兴重复段（英語：Riff）的演奏方式，这种更像是後油漬摇滚或者另类搖滾的演奏及表现方式在二十世纪九十年代中前期较为流行。这首歌曲一经推出在多个国家大受成功，在法国、比利时、奥地利、澳大利亚、德国及加拿大，《麻木不仁》都曾荣登这些国歌曲榜榜单。

## 专辑曲目
单曲CD
1. "Zombie" （专辑原版长度） – 5:06
2. "Away" – 2:39
3. "I Don't Need" – 3:31

Away于1995年被电影《Clueless》用作背景音乐。
限量编辑版单曲CD
1. "Zombie" – 5:09
2. "Waltzing Back" （1994年6月11日，“Fleadh Festival”现场版） – 3:45
3. "Linger" （1994年6月11日，“Fleadh Festival”现场版） – 5:25

促销版CD
1. Zombie （编辑后） - 3:55
2. Zombie （专辑原版） - 5:06

7分钟版
1. "Zombie"
2. "Away"

## 灌制专辑
《麻木不仁》于1994年在都柏林的风车巷工作室录制完成，歌词作于1993年小红莓乐队英国之旅之时，此曲是为了纪念于1993年3月20日由爱尔兰共和军所制造的惠灵顿爆炸案中丧生的两个孩子：乔纳森·波尔及蒂姆·帕里。歌词中提到了1916年爱尔兰复活节起义并对而后直到1994年仍一直在爱尔兰发生或由爱尔兰人引发的暴力行为进行谴责，全曲主旨是想讨论为何人们一直周而复始的诉诸暴力。

## 大受欢迎
《麻木不仁》是小红莓乐队最受欢迎的单曲之一，该曲在爱尔兰本土的音乐榜曾排名第3并上榜长达十一周。此曲在英国的音乐榜单中曾排名第14并上榜达六周。此曲也曾高居美国“Billboard现代摇滚榜”榜首长达六周。在法国，其曾九周高居法国Top50排行榜首位，并且在前十位的榜单中常居十九周。《麻木不仁》曾高居德国Top100排行榜首位有一周之长，并常居榜单长达二十七周。在奥地利，荷兰，瑞典及瑞士的音乐榜中，《麻木不仁》都曾获得第2名的佳绩。此曲也曾高居澳大利亚音乐榜榜首长达八周。这张单曲已经被售出达200万张，并且在1994年其被推出以后，小红莓乐队每场现场演唱会都能够见到这首歌的身影。
《麻木不仁》于1994年被澳大利亚乐迷投票选为“Triple J 年度百大热曲榜”首位。《麻木不仁》也夺得了1995年MTV欧洲音乐大奖的最佳歌曲奖项。
此曲还于2011年7月重回英国音乐榜第94名的位置。

## 音乐影片
《麻木不仁》于1994年录制了这首单曲的音乐影片，该视频由塞缪尔·拜尔导演。在这段录像中，多丽丝身着金装全身涂抹金色出现在一尊十字架前，录像中也出现了英国士兵在北爱尔兰巡逻的情形。

## 翻唱版本
- 1995年，意大利四人组合A.D.A.M.使用欧陆舞曲的风格翻唱了此曲，他们以此曲夺得了英国单曲榜第16名的位置[5]，同时在法国和比利时分别获得了第20名和第35名的成绩[6]。
- 2007年，直布罗陀的一个弗拉门戈金属乐队“Breed 77”翻唱了此曲并将其收入自己的专辑“Look at Me Now”中。
- 2007年，法国歌手克里斯托弗·威廉翻唱了此曲并将其收入自己的专辑“Inventaire”中。
- 2009年，杰伊·布兰南翻唱了此曲并将其收入自己的专辑“In Living Cover”中。
- 2011年，瑞典歌手莫红比翻唱了此曲并将其收入自己的专辑“In your bed”。
- 2011年，Lovedrug乐队将自己的现场版翻唱收入了自己的专辑“Best of I AM LOVEDRUG”中。
- 2011年，萨拉·德瓦翻唱了此曲并将其收入了人自己的专辑“The Corruption of Mercy”中。
- 2016/17年，Rawstyle製作人/DJ Ran - D （页面存档备份，存于）將之重新編曲及翻唱,最初在2016年的大型室內硬派音樂節Qlimax （页面存档备份，存于）以開頭曲亮相,最終於2017/8/14正式釋出 （页面存档备份，存于）

## 流行文化中
- 在1997年澳大利亚的电影《魔岩风暴》（Blackrock）中使用了《麻木不仁》及其他小红莓乐队的歌曲作为该片背景音乐[7]。
- 在2010年，于多个国家所播放的雷诺“Clio”车型电视广告中使用了此曲。

## 榜单排行与销量情况
| 榜单 （1994年）                              | 最高 位置 |
| -------------------------------------------- | --------- |
| 加拿大RPM单曲榜                              | 19        |
| 荷兰Top40榜                                  | 2         |
| 爱尔兰单曲榜                                 | 3         |
| 英国单曲榜                                   | 14        |
| 美国“Billboard Hot 100 Airplay”榜单          | 22        |
| 美国“Billboard Hot Mainstream Rock Tracks”榜 | 32        |
| 美国“Billboard Hot Modern Rock Tracks”榜     | 1         |
| 美国“Billboard Top 40 Mainstream”榜          | 18        |
| 榜单 （1995年）                              | 最高 位置 |
| 澳大利亚ARIA单曲榜                           | 1         |
| 奥地利单曲榜                                 | 1         |
| 比利时单曲榜（弗兰德地区）                   | 24        |
| 比利时单曲榜（瓦隆地区）                     | 1         |
| 荷兰单曲榜                                   | 3         |
| 法国SNEP单曲榜                               | 1         |
| 德国单曲榜                                   | 1         |
| 新西兰RIANZ单曲榜                            | 5         |
| 挪威单曲榜                                   | 2         |
| 瑞典单曲榜                                   | 2         |
| 瑞士单曲榜                                   | 2         |

| 榜单 （1995年）        | 位置 |
| ---------------------- | ---- |
| 澳大利亚单曲榜         | 7    |
| 奥地利单曲榜           | 7    |
| 比利时（瓦隆）单曲榜   | 36   |
| 比利时（弗兰德）单曲榜 | 2    |
| 荷兰“Top40”榜          | 41   |
| 法国单曲榜             | 2    |
| 瑞士单曲榜             | 7    |

| 国家     | 认证         | 日期          | 销售认证 |
| -------- | ------------ | ------------- | -------- |
| 澳大利亚 | 4 x 白金唱片 | 1994          | 280,000  |
| 奥地利   | 金唱片       | 1995年1月22日 | 15,000   |
| 德国     | 白金唱片     | 1995          | 500,000  |

### 榜单轮换
| 前任： What's the Frequency, Kenneth? R.E.M. | 美国“Billboard Modern Rock Tracks”榜榜首 1994年10月29日 - 1994年12月3日 （6周） | 繼任： About a Girl (live) Nirvana            |
| 前任： All I Wanna Do Sheryl Crow            | 澳大利亚ARIA榜榜首 1994年12月18日 - 1995年2月5日 （8周）                        | 繼任： Another Night Real McCoy               |
| 前任： Tears Don't Lie Marko Albrecht        | 德国单曲榜单榜首 1995年2月3日 （1周）                                           | 繼任： Conquest of Paradise Vangelis          |
| 前任： Short Dick Man Gillette               | 法国SNEP榜最热单曲 1995年3月4日 - 1995年4月29日 （9周）                         | 繼任： Pour que tu m'aimes encore Céline Dion |
| 前任： N/A                                   | 比利时（瓦隆）“Ultratop 40”单曲榜榜首 1995年4月8日 - 1995年4月22日 （3周）      | 繼任： Respect Alliance Ethnik                |
| 前任： Asshole Denis Leary                   | Triple J 年度百大热曲榜榜首 1994                                                | 繼任： Wonderwall Oasis                       |